# Teon Haynes
Teon Haynes (* 8. April 2006) ist ein barbadischer Leichtathlet, der sich auf den Weitsprung spezialisiert hat.

## Sportliche Laufbahn
Erste internationale Erfahrungen sammelte Teon Haynes im Jahr 2023, als er bei den U18-NACAC-Meisterschaften in San José mit einer Weite von 7,16 m den fünften Platz belegte. Anschließend gewann er bei den Commonwealth Youth Games in Port-of-Spain mit 7,32 m die Bronzemedaille. Im Jahr darauf gewann er bei den CARIFTA Games 2024 in St. George’s ebenfalls mit 7,32 m die Bronzemedaille. Bei den CARIFTA Games 2025 in Port of Spain gewann er mit 7,35 m die Bronzemedaille im Weitsprung und sicherte sich mit der 4-mal-100-Meter-Staffel in 40,43 s die Bronzemedaille.
In den Jahren 2023 und 2024 wurde Haynes barbadischer Meister im Weitsprung.